# エルモシージョ国際空港
エルモシージョ国際空港（エルモシージョこくさいくうこう）は、メキシコのソノラ州、エルモシージョにある国際空港。 エルモシージョ中心地の7km西に立地している。州内最大規模の空港である。

## 主な航空会社
- TAR航空
- ボラリス
- ビバアエロブス
- カラフィア航空
- アエロメヒコ航空
- アメリカン航空

## 主な就航路線
旅客数上位 : メキシコシティ、グアダラハラ、モンテレイ、ティフアナ、チワワ